# Erebia castiliana
Erebia castiliana är en fjärilsart som beskrevs av Hans Fruhstorfer 1909. Erebia castiliana ingår i släktet Erebia och familjen praktfjärilar. Inga underarter finns listade i Catalogue of Life.